# Harohalli, Belur
Harohalli là một làng thuộc tehsil Belur, huyện Hassan, bang Karnataka, Ấn Độ.